# François Aubert

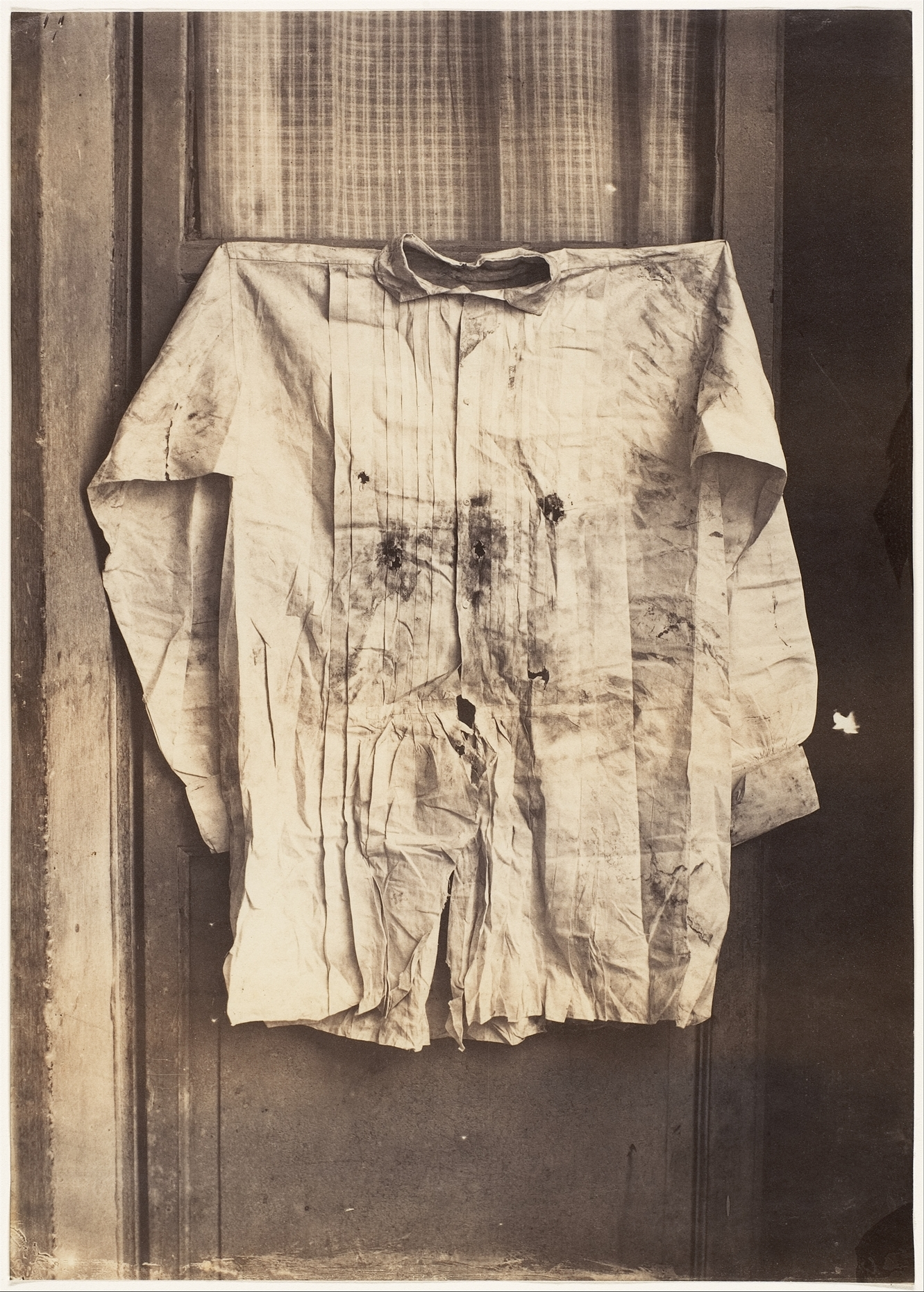
Camisa del emperador Maximiliano.

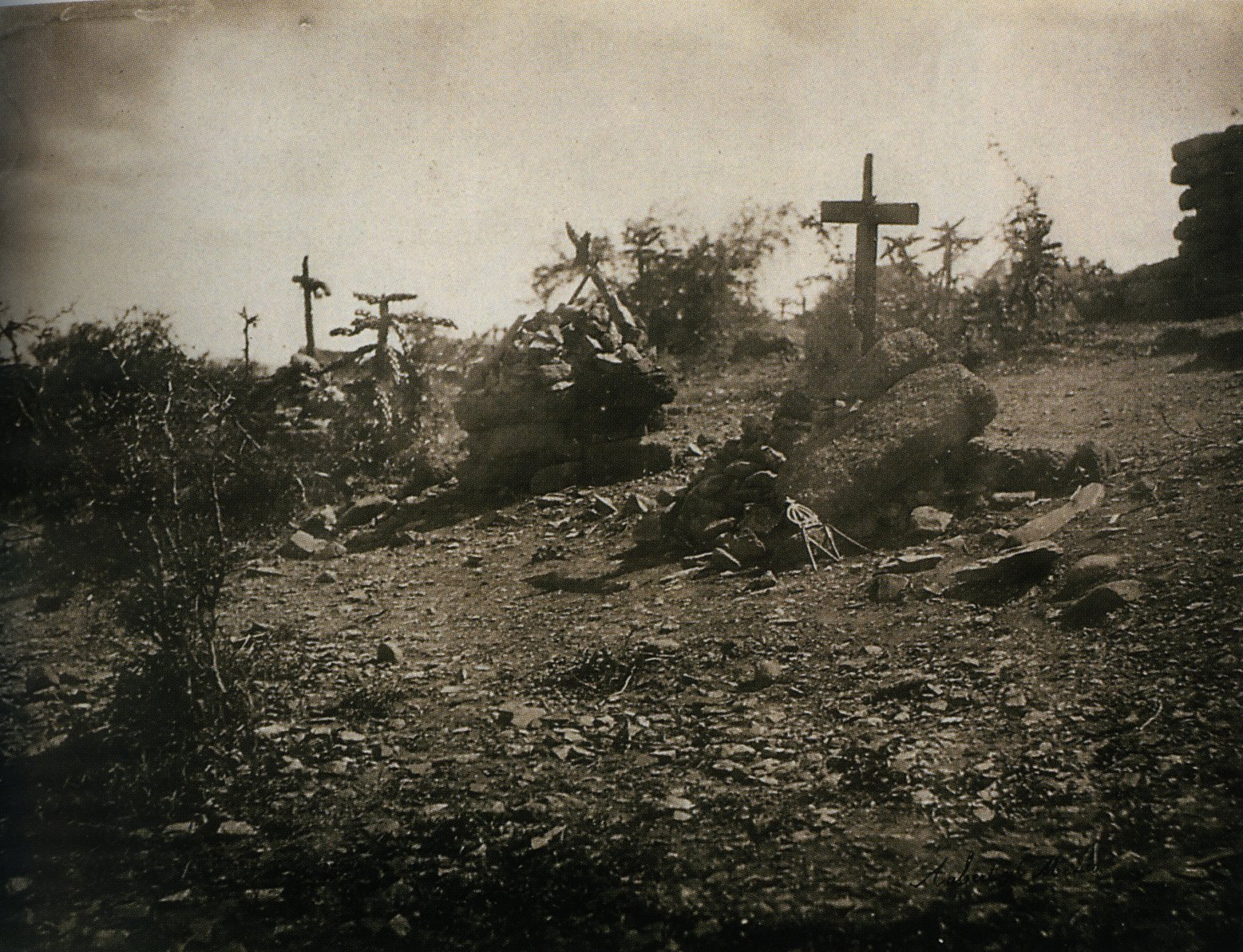
Lugar de ejecución del emperador Maximiliano.

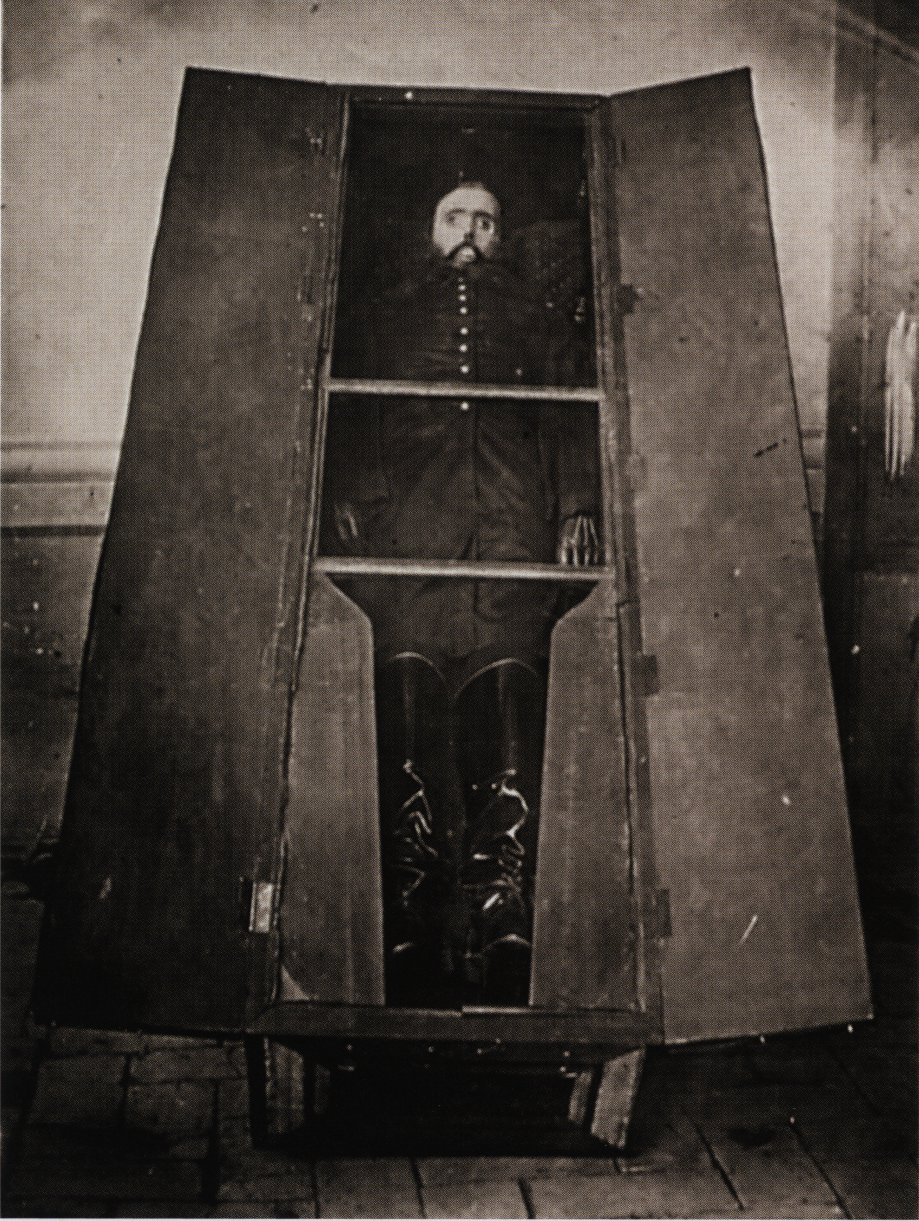
Cadáver del emperador Maximiliano.

François Aubert (Lyon, 1829 - Condrieu, 1906) fue un fotógrafo francés que trabajó en la corte de Maximiliano I de México y fue testigo de su fusilamiento.
Nació en 1829 en Lyon donde estudió en su Escuela de Bellas Artes, con veintidós años emigró a América Central. En 1864 compró el estudio fotográfico de Julio Amiel en Ciudad de México, le puso por nombre François Aubert y compañía y pronto tuvo ocasión de convertirse en fotógrafo habitual del emperador y su corte. Además realizó reportajes gráficos sobre diversos temas relacionados con Francia con fines comerciales. Paralelamente hizo gran cantidad de fotografías de soldados y mexicanos, buscando en sus retratos poder mostrar los diferentes tipos existentes.
En 1867 estaba presente como fotógrafo durante la captura y ejecución del emperador Maximiliano I y realizó uno de los reportajes sobre difuntos con mayor repercusión, especialmente en Francia. Aunque no dispuso de autorización para realizar una fotografía de la ejecución pudo realizar un dibujo a lápiz de la misma. Se dice que Édouard Manet se basó en sus fotos para realizar su serie de pinturas históricas sobre el tema, entre las que destaca la titulada La ejecución del emperador Maximiliano. El sentido del reportaje fotográfico de Aubert hizo que documentara el acto con la camisa ensangrentada del emperador que fue el blanco de los disparos, una foto de su ataúd en posición vertical y del lugar en que fue ejecutado marcado con cruces; estas fotos se hicieron muy populares y se vendieron en gran cantidad como era costumbre en aquella época.
Entre sus fotografías de guerra se encuentra también una serie de fotografías sobre una batalla naval realizadas en 1890 tras regresar a Argelia. Murió en 1906 en Condrieu, municipio del departamento del Ródano.